# Ułazowicze (obwód miński)
Ułazowicze (biał. Улазавічы; ros. Улазовичи) – wieś na Białorusi, w obwodzie mińskim, w rejonie wołożyńskim, w sielsowiecie Wołożyn.
W II połowie XIX w. zamieszkiwane przez prawosławnych i katolików, ze znaczącą przewagą tych pierwszych. W dwudziestoleciu międzywojennym leżały w Polsce, w województwie nowogródzkim, w powiecie wołożyńskim. 